# Mohammed bin Abdullah al-Birzali
 (septembre 2019).
Abu Abdullah Mohammed ibn Abdullah ibn Ishaq al-Birzali (1023-1042) fut le deuxième émir de la taïfa de Carmona de la dynastie berbère des Birzalides en al-Andalus, à l'époque de la première période de taïfas. Il dirigea la ville de Carmona et les villages environnants, tels qu'Istijah et Mirshana, et s'allia pendant un certain temps avec Abu al-Qasim Muhammad ibn Abbad, émir de taifa de Séville mais ils se sont disputés et se sont battus plus tard. Il est mort en 1042.

## Biographie
Il a succédé à Mohammed bin Abdullah Barzali pour diriger la secte Qarmona en 1023. Mohammed bin Abdullah a montré ses compétences dans l'administration de Carmona lorsqu'il a pris ses fonctions. Il a organisé son armée et s'est adapté à sa paroisse. Au début de son règne, al-Birzali souhaitait s'allier à Abu Qasim bin Abbad, émir de taifa de Séville, contre ses voisins Beni Hammud de Malaga. Il a participé avec Ibn Abbad à sa campagne pour la capture de Beja, qui a rivalisé avec les Aftasides de Badajoz, et quand Abdallah ibn el-Aftas, de Badajoz, a entendu cela, il a envoyé son fils al-muzaffar à Beja et l'a saisi avant l'arrivée de Mohamed al-Birzali et Ibn Abbad. Quand Abu al-Qasim ibn Abbad est arrivé, il a assiégé Beja et, après une bataille acharnée, il a réussi à le prendre. L'historien ibn Hayyan a déclaré que Mohammed al-Birzali avait joué un rôle de premier plan en incitant ibn Abbad à mener ces guerres.
En 426, Yahya al-Mutali de Malaga se dirigea vers Carmona et s'en empara. al-Birzali s'adressa à son allié, Ibn Abbad, qui envoya des troupes avec son fils Ismail, combattit al-Mutali dans une bataille au cours de laquelle ce dernier mourut, à 1035, pour regagner le trône de Birzali. En 1038, Ibn Abad attaqua Istija soudainement et le prit à al-Barzali, puis s'empara du Carmona lui-même. Ces événements ont poussé al-Birzali à faire appel à d'autres émirs berbères, Badis bin Habbous de Grenade et Idriss al-Muayyid Billah de Malaga s'étant portés à sa rescousse, une bataille ayant eu lieu à 1039 et s'est terminée par la victoire des Berbères et le meurtre d'Ismail bin Abbad et les birzalides reconquièrent Carmona. Muhammad al-Barzali a été tué en 1042 après une embuscade tendue par al-Mutaddid ibn Abbad de Séville. Son fils Ishaq lui a succédé à Carmona.